# Autoroute macédonienne M4
Pour les articles homonymes, voir M4.
L'autoroute M4 (en macédonien M4 Автопат) est une autoroute de Macédoine du Nord. Elle fait partie de la route européenne 65 et relie Miladinovtsi, situé sur la A1, à Strouga, située sur la frontière albanaise. La M4 dessert les villes de Skopje, Tetovo, Gostivar, Kitchevo et Strouga.
L'autoroute est largement incomplète puisque seule la portion entre Miladinovtsi et Gostivar est en quatre voies. Elle est toutefois sujette à plusieurs campagnes de travaux. Ainsi, alors qu'à l'origine elle traversait Skopje par le centre, un périphérique a été construit au cours des années 2000, et la construction des tronçons entre Gostivar et Kitchevo puis entre Strouga et l'Albanie est prévue.

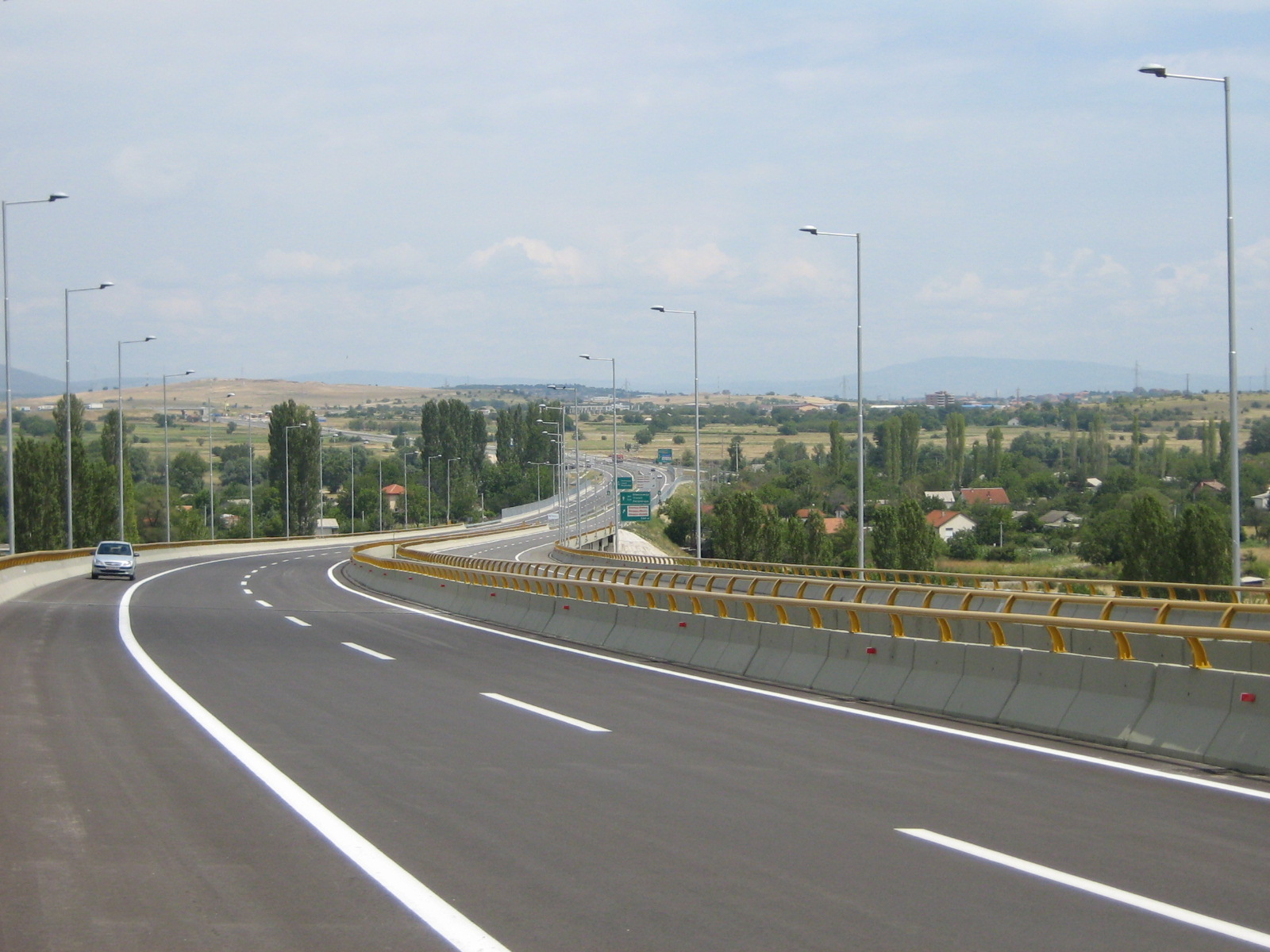
Le périphérique de Skopje
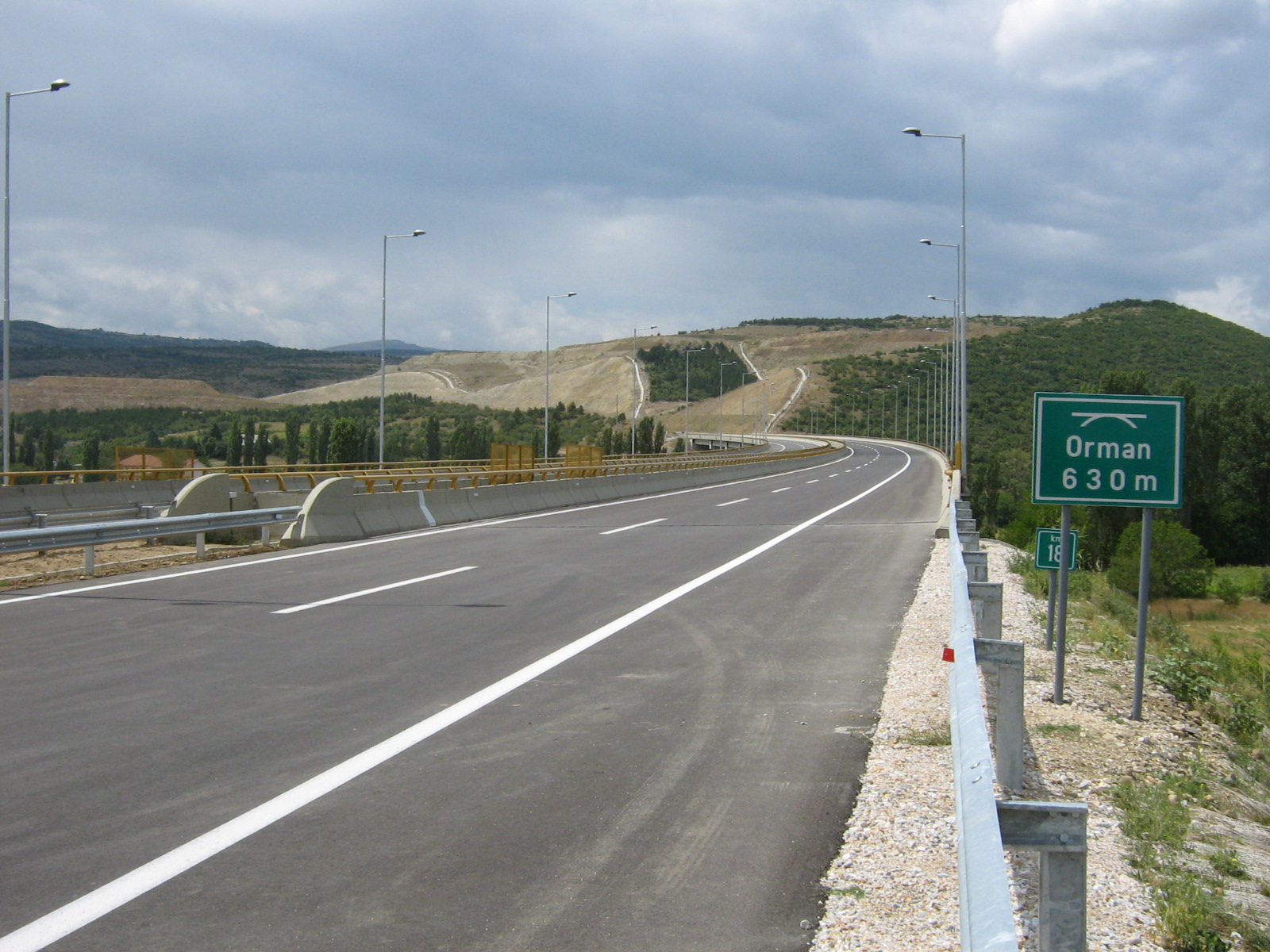
L'autoroute à la sortie de Skopje
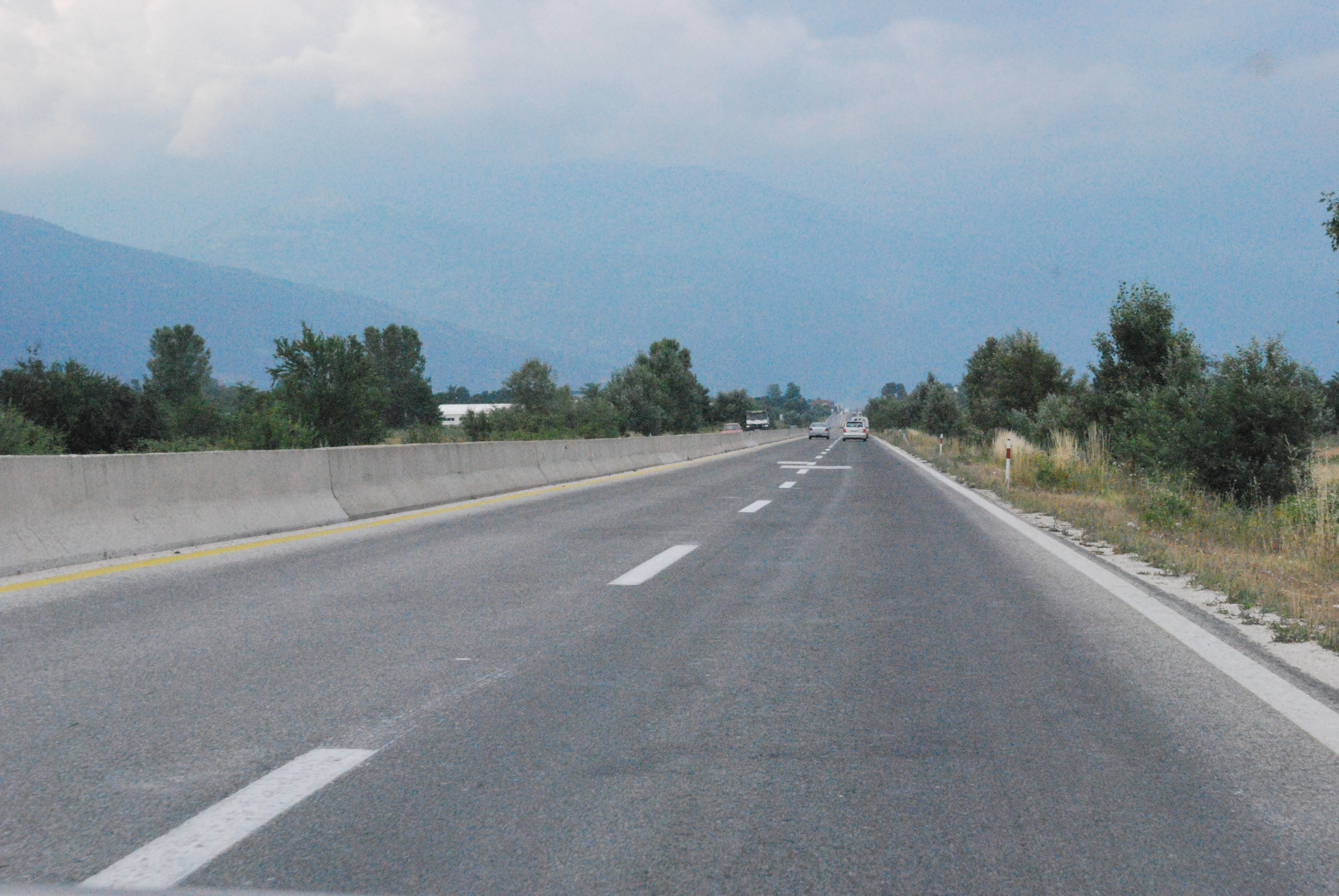
L'autoroute entre Tetovo et Gostivar